# Allmers-Haus
Das Allmers-Haus mit der Hofanlage Mittelstraße 1 an der Weser in der niedersächsischen Gemeinde Hagen im Bremischen, Ortsteil Rechtenfleth, im Landkreis Cuxhaven, stammt vom 18. und 19. Jahrhundert.
Aktuell (2024) wird die Anlage museal und kulturell genutzt, betreut durch die Hermann-Allmers-Gesellschaft.
Die Gebäude stehen unter Denkmalschutz (siehe auch Liste der Baudenkmale in Hagen im Bremischen).

## Geschichte
Der in Rechtenfleth geborene Dichter und Schriftsteller Hermann Allmers (1821–1902) ließ nach einer Italienreise von 1860/62 sein Elternhaus und dem zugehörigen Garten mit Hilfe von Künstlerfreunden neu gestalten. Mit dem Umbau seines Hauses verfolgte Allmers die Absicht, seiner Heimat einen künstlerisch-historischen Bildungsort zu verschaffen. In Römische Schlendertage führt er aus: „… öffentliches Kunstleben beruht aber in der Mitwirkung und im Mitgenuß Aller, zugleich aber auch in einem warmen und stolzen Heimatsgefühle …“.

## Beschreibung
Die von einem Wassergraben umgebene Hofanlage besteht aus:
- dem eingeschossigen giebelständigen Wohn- und Wirtschaftsgebäude von 1731 (Inschrift) im Kern als Zweiständer-Hallenhaus, 1842 umgebaut zum Vierständer-Hallenhaus, in Backstein mit reetgedecktem Krüppelwalmdach als Niedersachsengiebel mit Uhlenloch sowie der Grooten Door mit Korbbogen

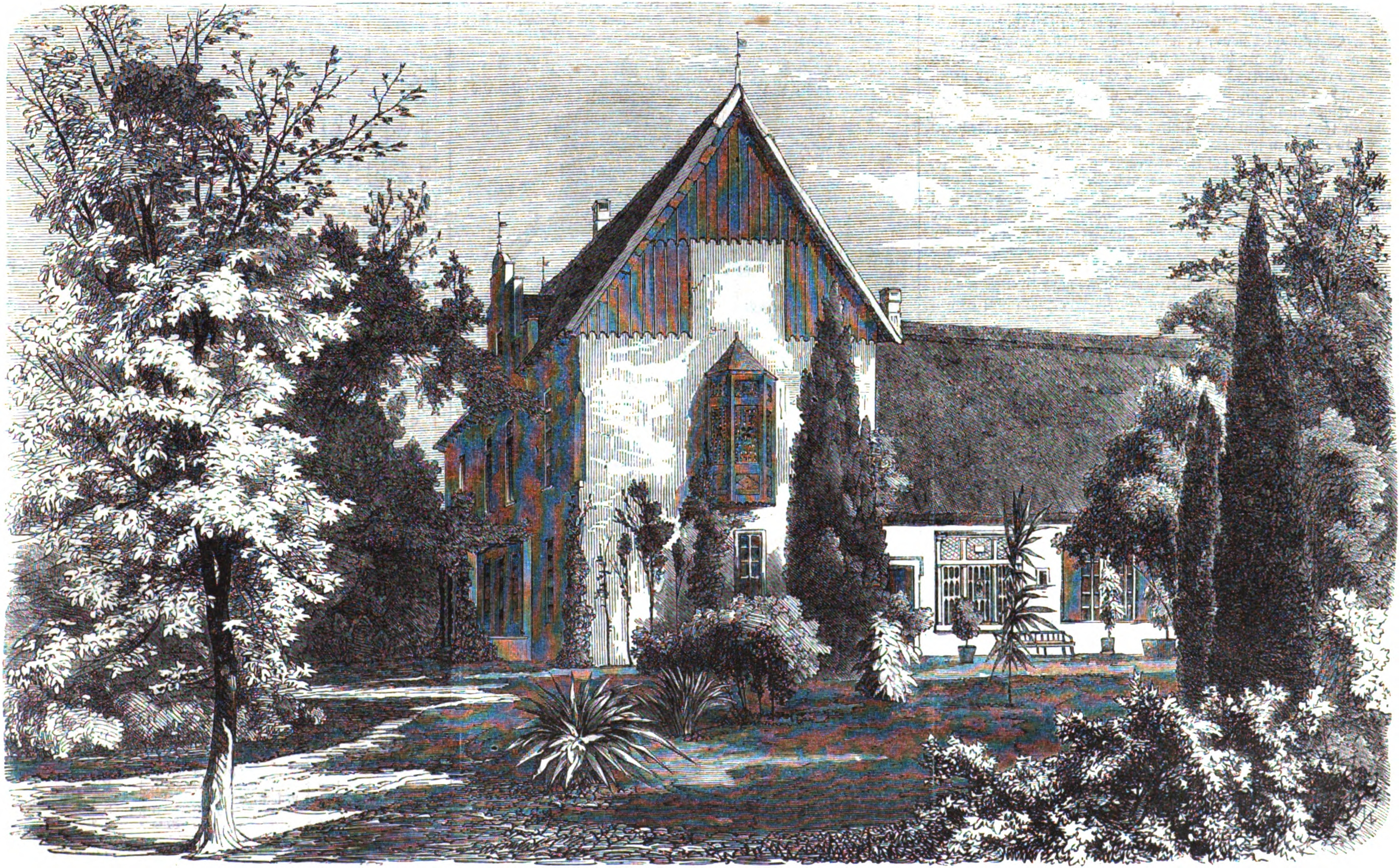
Allmers’ Haus (1866)

- - durch Hermann Allmers erweitert um einen zweigeschossigen Wohnteil von 1862 (Inschrift), mit um 90° verschwenktem First eines Satteldachs mit Dachspieß, mit symmetrischer Westfassade und Mittelrisalit, mit Stufengiebel sowie mit erhaltener aufwändiger Innenausstattung und Malereien; der zugehörige Fassadenschmuck stammt vom Bildhauer Diedrich Kropp, sowie zwei übereinanderliegende Säle, der untere Antikensaal mit Ausmalungen von Arthur Fitger mit der Sammlung von Abgüssen der klassischen Bildhauerei, der obere Marschensaal u. a. ausgemalt von Heinrich von Dörnberg mit einem sechsteiligen Marschenfries,[2]
- der eingeschossigen giebelständigen Scheune von um 1750 in Fachwerk mit Steinausfachungen, reetgedecktem Walmdach mit Uhlenloch, mit Querdurchfahrten,[3]
- dem eingeschossigen giebelständigen Stall vom Ende des 19. Jhs. mit ziegelgedecktem Satteldach,[4]
- dem massiven Zisternenhäuschen mit Brunnen von 1741 mit Satteldach sowie rundbogigen Öffnungen in Backstein im Wechsel mit Werkstein, später auch als Waschhaus bezeichnet,[5]
- dem Garten mit altem Baumbestand, darunter ein 300 Jahre alter Taxus im Eingangsbereich, sowie mit Gartenskulpturen und Monumenten, angelegt nach 1862 unter Hermann Allmers,[6] mit Hilfe von befreundeten Künstlern
- sowie weiteren nicht denkmalgeschützten Nebenanlagen.

Das Landesdenkmalamt befand u. a.: „… An der Erhaltung dieses Bauwerks besteht daher in vielfacher Hinsicht ein öffentliches Interesse, so wegen der orts-, heimat-, bau- und kunstgeschichtlichen Bedeutung, in künstlerischer Hinsicht wegen der überaus bedeutenden Innenraumgestaltung und auch im Hinblick auf die städtebauliche Bedeutung, … .“
Die Familie Allmers war eine angesehenen Rechtenflether Familie, die über Generationen das Amt des Vogtes ausübte. Der wohlhabende Wierich Allmers (1781–1848), Vater von Hermann Allmers, baute 1842 das Hauptgebäude um.
Eigentümer des Anwesens ist seit 1988 der Landkreis Cuxhaven. Die Hermann-Allmers-Gesellschaft nutzt das Haus zu kulturellen Zwecken, führt Ausstellungen und Vorträge durch, u. a. den traditionellen Allmers-Tag und das Allmers-Schwimmen in der Unterweser, pflegt des Inventar und betreut und erforscht den literarischen und künstlerischen Nachlass von Allmers. Die Hermann-Allmers-Stiftung von 2010 dient zur Pflege des Allmersschen Erbes.